# Fondo pensione
Il fondo pensione, nell'ordinamento giuridico italiano, è uno strumento tecnico (appartenenti al cosiddetto sistema pensionistico privato in Italia) individuato dal legislatore al fine di consentire ai lavoratori una pensione complementare, da affiancare a quella che spetterebbe ai sensi di legge erogata dagli enti previdenziali obbligatori, detta invece previdenza di primo pilastro del sistema pensionistico pubblico.
Essi si possono trovare anche in altri ordinamenti e, in inglese, si chiamano pension fund.

## Storia

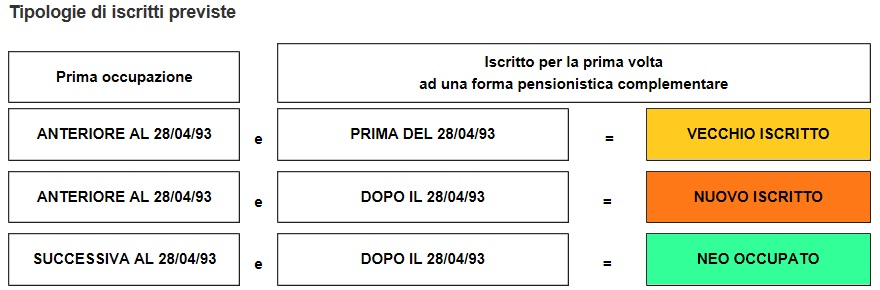
Classificazione iscritti alla previdenza

In Italia in passato tali fondi erano principalmente legati a specifiche categorie, come le banche e le assicurazioni, o a singole aziende che introducevano esperienze già realizzate in altri Paesi.
La prima normativa in materia di previdenza complementare è contenuta nel decreto legislativo 21 aprile 1993, n. 124. La materia è stata poi riformata dal decreto legislativo 5 dicembre 2005, n. 252 che ha abrogato il precedente d.lgs 124/1993, fatto salvo per quanto previsto dall'art. 23, 5º comma, dello stesso d.lgs.
La riforma della previdenza complementare non ha però finora trovato applicazione per il settore del pubblico impiego, a causa del mancato esercizio da parte del governo della delega prevista nella legge 23 agosto 2004 n. 243. Il decreto del 2005 (art. 23 comma 6) prevedeva infatti che ai Fondi pensione rivolti al personale dipendente della pubblica amministrazione italiana di cui all'articolo 1, comma 2 del decreto legislativo 30 marzo 2001 n. 165 che aderisce alle forme pensionistiche negoziali destinate al pubblico impiego, sia applicata la precedente normativa contenuta nel d.lgs. 124/1993.

## Caratteristiche
Tramite un fondo pensione il lavoratore accantona dunque una quota dei propri guadagni realizzati durante la vita lavorativa allo scopo di garantire prestazioni pensionistiche aggiuntive (pensione integrativa) rispetto a quelle erogate dagli enti previdenziali obbligatori.
Si distinguono dagli enti previdenziali, i quali gestiscono i sistemi pensionistici obbligatori in un quadro normativo di diritto pubblico, ove i rapporti giuridici sono determinati dalle leggi dello Stato e non su base volontaria.
I fondi pensione sono regolati da norme di diritto privato che regolano i rapporti giuridici di natura volontaria, tra i fondi stessi e gli aderenti a vario titolo. Finanziariamente sono gestiti secondo il principio della capitalizzazione integrale dei versamenti con il rischio economico a carico degli aderenti. L'ammontare delle prestazioni previdenziali dipenderà pertanto dai contributi versati, dal periodo di permanenza nel fondo e dal rendimento ottenuto dall'investimento del patrimonio.

### Finanziamento
Le fonti di finanziamento dei fondi pensione si differenziano a seconda della tipologia di aderente (lavoratore dipendente, lavoratore autonomo e soggetti differenti dalle prime due tipologie). Per i lavoratori dipendenti le fonti contributive sono rappresentate da: 
- contribuzione del lavoratore;
- contribuzione del datore di lavoro (o committente)
- il versamento del trattamento di fine rapporto (Tfr).

Nell'ambito della libera determinazione dei contributi da versare al Fondo, la legge consente che la determinazione del contributo minimo da versare a carico del lavoratore e a carico del datore di lavoro (o committente) avvenga in base ad accordi collettivi o aziendali. Anche in assenza di detti accordi sia il lavoratore sia il datore di lavoro (o committente) possono liberamente versare al Fondo.
Nel caso dei lavoratori autonomi la sola fonte di finanziamento è rappresentata dal contributo dell'aderente.
Al fine di incentivare l'adesione ai fondi pensione la normativa prevede l'applicazione di un regime fiscale agevolato per i versamenti alla previdenza complementare.
Il Tfr affluisce al fondo pensione senza subire alcuna tassazione, allo stesso modo anche la contribuzione del lavoratore e del datore di lavoro. La contribuzione del lavoratore è inoltre deducibile dal reddito, mentre anche la contribuzione del datore di lavoro serve per determinare l'ammontare massimo deducibile. La deducibilità si applica fino a un limite massimo di 5.164,57 Euro (10 milioni di lire). È stato eliminato rispetto al precedente regime il limite percentuale pari al 12% del reddito imponibile.

### Investimenti finanziari
Le risorse raccolte dai fondi pensione vengono investite nei mercati finanziari, il cui rendimento viene reinvestito e va ad aggiungersi alla contribuzione tempo per tempo versata nelle posizioni individuali. Essi sono quindi gestiti secondo il sistema tecnico finanziario della capitalizzazione.
Il fondo non è tenuto in questo senso a fare investimenti che tutelino il capitale, garantendo un interesse positivo, per quanto basso, come titoli di Stato oppure obbligazioni.
Questa impostazione degli investimenti su un profilo medio-alto di rischio-rendimento deriva dalla normativa italiana, oltreché da scelte del singolo gestore di fondi.
La legge italiana limita fortemente la possibilità di investire in strumenti a rendimento e capitale garantito, come titoli di Stato. Il Decreto Ministeriale n. 703/1996, art. 4, pone i seguenti limiti agli investimenti:
- fino al 50% del patrimonio del fondo può essere investito in titoli di debito e di capitale, negoziati in mercati regolamentati di Europa, Canada, Stati Uniti, e Giappone (titoli emessi da soggetti residenti o meno nei Paesi OCSE)
- non più del 20% del patrimonio del fondo può essere investito in titoli di debito e capitale non negoziati nei mercati regolamentati di questi Paesi, purché emessi da soggetti ivi residenti;
- non più del 5% del patrimonio può essere investito in titoli di debito e capitale emessi da soggetti diversi dai Paesi non aderenti all'OCSE o a uno degli organismi internazionali cui appartiene almeno un Paese dell'Unione Europea.

Quindi, fino al 5% può essere investito in titoli non OCSE, e non più del 20% in titoli OCSE over the counter. I titoli emessi da Paesi non OCSE e negoziati in mercati non regolamentati, aderenti o meno, sono considerati a maggior rischio, rispetto ai titoli emessi e negoziati in mercati regolamentati dell'OCSE.

### Prestazioni e anticipazioni
La prestazione tipica di un fondo pensione è l'erogazione di una rendita (pensione) all'iscritto a partire dal momento del pensionamento. La rendita è di prassi di tipo vitalizio, cioè calcolata al momento dell'erogazione e pagata finché l'aderente è in vita, a prescindere dall'eventuale esaurimento del capitale. È comunque consentita la facoltà di optare per una liquidazione in capitale (soluzione unica) per un importo che non ecceda il 50% del montante finale accumulato. In alcuni casi specifici (ad esempio montante finale non significativo, rendita ottenibile dal 75% del montante minore della metà della pensione sociale) è consentita una liquidazione del 100% in capitale.
Per garantire flessibilità al sistema sono previste ulteriori forme di anticipazioni che scattano al verificarsi di precisi eventi o di esigenze che possono verificarsi negli anni di permanenza nel fondo pensione:
- in caso di acquisto di prima casa per sé o per i figli o per ristrutturazioni (dopo 8 anni di partecipazione), ovvero per spese mediche straordinarie (in qualsiasi momento) può essere richiesto un anticipo fino al 75% di quanto accumulato;
- è possibile chiedere un'anticipazione sino al 30% per ulteriori esigenze senza obbligo di motivazione (dopo 8 anni di partecipazione)

### Trasferimento
Prima del pensionamento, le quote sono trasferibili solamente da un fondo pensione a un altro (dopo due anni di partecipazione allo stesso fondo), a favore dello stesso beneficiario, non sono trasferibili all'INPS né ad altre persone.

### Riscatto parziale o totale
Il D. Lgs. n. 252/2005 introduce e disciplina il riscatto parziale o totale dei fondi pensione. Ai sensi del decreto infatti devono essere previste forme e modalità:
- in caso di cessazione dei requisiti di partecipazione (es. licenziamento o dimissioni dall'azienda) l'importo maturato può essere riscattato o trasferito ad altro fondo pensione; il riscatto e il trasferimento di quote si escludono a vicenda. In altre parole, se si opta per il riscatto, e si trova un altro impiego con lo stesso o diverso fondo di categoria, non si può reintegrare la quota maturata nel precedente impiego e si perde l'anzianità di iscrizione.
- In caso di inoccupazione il capitale può essere parzialmente (dopo 12 mesi) o totalmente (dopo 48 mesi) riscattato;
- in caso di morte o invalidità permanente dell'iscritto l'importo maturato può essere riscattato. In caso di decesso, il riscatto è a favore degli eredi legittimi, oppure, qualora specificato, a favore di altro beneficiario indicato dall'iscritto.

### Reversibilità del trattamento pensionistico
La legge italiana non prevede la reversibilità obbligatoria della pensione complementare in caso di decesso del coniuge.
La reversibilità della pensione è prevista dal cosiddetto "diritto della vedova", introdotta negli anni ottanta, ma vale solamente per la pensione INPS e delle Casse delle associazioni professionali e artigiani.
Per la previdenza complementare, la reversibilità del trattamento previdenziale risulta essere al 100% anziché al 60% come per l'INPS. Non è un diritto dei sottoscrittori, ma un'opzione che si paga in termini di una rendita minore al momento della pensione e/o maggiori contributi previdenziali. In questo caso la rendita vitalizia è calcolata sia sull'aderente che sulla persona da lui designata (es. coniuge) e continua ad essere pagata finché uno dei due è in vita.
In base al D. Lgs. n. 252 del 2005, è invece previsto il riscatto totale delle posizioni maturate a favore di eredi legittimi o testamentari e beneficiari designati, in caso di decesso dell'iscritto prima del pensionamento.

### Tassazione e agevolazioni
Il legislatore ha previsto che i premi accantonati ai fondi pensione siano deducibili dall'imponibile IRPEF, annualmente fino a un massimo di 5.164,57 euro. Il rendimento dell'investimento in fondi pensione è tassato all'11% fino al 2013 e al 20% dal 2014 per la finanziaria 2015 (tranne la parte investita in titoli di stato tassata al 12,5%).  Al momento del pensionamento bisogna distinguere il capitale versato e i rendimenti maturati. I rendimenti sono esenti, perché già tassati anno per anno; il capitale è imponibile, solamente per la parte dedotta, con un'aliquota massima del 15%, tale aliquota viene ridotta dello 0,3% per ogni anno di contribuzione oltre il quindicesimo fino al minimo del 9% (35 anni di contribuzione). Anche il TFR viene tassato con questa aliquota (15% - 9%), inferiore a quella applicata in caso di TFR "lasciato in azienda" (minimo 23%).

## Tipologia
Secondo la normativa prevista dalla legislazione italiana (decreto legislativo n. 252/2005), chi vuole una pensione integrativa può scegliere di aderire a un fondo, negoziale o aperto, o di sottoscrivere un PIP (Piano Individuale Pensionistico) che è una vera e propria polizza assicurativa, pur potendo utilizzare la denominazione fondo pensione.
- Fondo pensione a contributo definito(CD): è certa l'entità dei contributi, che è periodica e costante, ma non è certa l'entità della prestazione (il rischio cade sull'aderente); l'entità della prestazione dipenderà dalle performance di gestione del fondo.
- Fondo pensione a beneficio definito(BD): è certa l'entità della prestazione, ma l'entità dei contributi varia a seconda delle esigenze del gestore del fondo con riguardo agli obiettivi che intende perseguire (il rischio grava sul gestore del fondo).

### Fondi pensione preesistenti
È la categoria più numerosa ed è formata dai fondi pensione già istituiti alla data del 15 novembre 1992, quando entrò in vigore la legge delega in base alla quale fu poi emanato il Decreto lgs. 124/1993. Con DM Economia 62/2007 è stata dettata la disciplina per l'adeguamento alla nuova normativa di sistema introdotta dal Decreto lgs. 252/2005. Sono denominati "fondi pensione preesistenti autonomi" quelli dotati di soggettività giuridica.
Esempi tra quelli iscritti all'albo sono: il Fondo Pensione per i Dipendenti IBM, il Fondo Pensioni Dipendenti DOW, il Fondo Pensione delle Società Esercizi Aeroportuali - FONSEA.
Sono invece denominati fondi pensione preesistenti interni quelli costituiti come poste di bilancio o patrimonio di destinazione delle imprese – banche, imprese di assicurazione e società non finanziarie – presso cui sono occupati i destinatari dei fondi stessi. Il Decreto lgs. 252/2005 ha trasferito alla COVIP la vigilanza sui fondi interni bancari e assicurativi, in precedenza sottoposti rispettivamente alla supervisione della Banca d'Italia e dell'ISVAP.

Esempi tra quelli iscritti all'albo sono il Fondo di Previdenza tra i dipendenti SARAS, il Fondo Pensioni Integrative a favore dei dipendenti della RAI.

### Fondi negoziali
I fondi pensione negoziali, detti anche fondi ad ambito definito o fondi chiusi, sono istituiti sulla base di accordi tra le organizzazioni sindacali e quelle imprenditoriali di settori specifici: l'adesione a questi fondi è riservata a specifiche categorie di lavoratori.
Ad esempio, i fondi pensione negoziali dei lavoratori metalmeccanici sono Fondapi e Cometa, per i lavoratori del settore chimico sono Fondapi e Fonchim.

### Fondo aperto
I fondi aperti sono creati e gestiti da banche, assicurazioni, Sgr e Sim e poi collocati presso il pubblico, sia in forma individuale, sia in forma collettiva nel caso il datore di lavoro scelga di aderirvi in accordo con i lavoratori.

### PIP
I Piani Individuali Pensionistici (PIP), anche detti Forme Individuali Pensionistiche (FIP) sono strumenti previdenziali che consentono, al pari dei fondi pensione, di erogare prestazioni integrative di natura pensionistica rispetto a quelle del sistema pubblico. La differenza con i fondi pensione sta nel fatto che l'adesione ai PIP è a carattere individuale e ciò comporta dei vantaggi come la possibilità di interrompere, e poi eventualmente riprendere, il versamento dei premi prestabiliti senza che il contratto si interrompa o venga penalizzato.
Chiunque può aderire ai PIP, anche casalinghe e studenti che non hanno posizioni previdenziali aperte con il sistema pubblico.
Le condizioni contrattuali sono uguali per tutti i contratti emessi dalle varie compagnie assicurative e si differenziano tra loro per i costi (caricamento, minimo trattenuto, eccetera) e dal tipo di rendimento. Un utile strumento per confrontare tali aspetti è un comparatore di assicurazioni.
Attraverso un PIP il lavoratore può anche decidere di versare il TFR, optando in questo caso di non lasciarlo in azienda. Ciò non incide, però, sulla volontarietà degli altri versamenti che possono essere variati o interrotti annualmente dal contraente: non esiste, infatti, alcun obbligo di effettuare un conferimento fisso ogni anno.
Le somme di denaro versate possono essere prelevate in anticipo, secondo quanto prescritto dalla legge, vedi i paragrafi "Prestazioni e anticipazioni" e "Riscatto parziale o totale"

## Il rischio
Il patrimonio del fondo pensione è separato ed autonomo da quello della società istitutrice.
La destinazione del TFR a forme pensionistiche complementari è soggetta a un triplice rischio di insolvenza:
- insolvenza del soggetto depositario dei fondi;
- insolvenza del soggetto che emette le quote del fondo;
- insolvenza degli emittenti gli strumenti finanziari in cui le somme sono investite.

I rischi di insolvenza o di fallimento non possono essere oggetto di copertura assicurativa.
In assenza di un fondo di garanzia che possa intervenire, in questi casi, i sottoscrittori restano privi di pensione.
La legge non obbliga la previdenza complementare a garantire né gli interessi né il capitale versato.

### Relazione rischio/rendimento
Investimenti a basso rischio comportano però anche rendimenti più contenuti. L'investitore, in ipotesi di razionalità, si attende il rendimento di un'obbligazione di eguale durata, pari alla vita residua che decorre dall'anno del versamento a quello della pensione, maggiorato per ripagare le componenti di rischio e altri aspetti che ha un fondo pensione, e che un'obbligazione non ha:
- rischio di investimento: se il fondo non garantisce capitale e interessi, il rendimento deve incorporare un premio di rischio (ed essere maggiore dell'interesse risk-free);
- capitalizzazione composta degli interessi: l'obbligazione eroga ogni anno una cedola e tali interessi possono essere reinvestiti, mentre un fondo non paga alcun flusso di denaro al sottoscrittore fino all'età pensionabile. L'interesse dovrebbe quindi essere (strettamente) maggiore della cedola annua di un'obbligazione.
- profitto atteso dalla vendita: è rilevante non solo il prezzo di vendita, ma anche la facilità di cessione di uno strumento finanziario. Il profitto atteso è il prodotto di prezzo di vendita e probabilità. Il prezzo di un'obbligazione è calcolato con una formula matematica che dipende dalla durata e dall'interesse (che sono noti), e lo strumento ha un ampio mercato secondario in cui è semplice trovare una controparte per la compravendita.

## Norme di tutela
Al fine di garantire la natura previdenziale dell'investimento la normativa ha stabilito una serie di norme di tutela:
- obbligo di individuazione dei gestori in base a una selezione pubblica condotta con criteri determinati dall'autorità di vigilanza;
- obbligo di individuazione di una banca depositaria presso la quale deve essere depositato il patrimonio (liquidità e titoli);
- indicazione dei criteri e dei vincoli agli investimenti;
- imposizione di regole di gestione dei conflitti di interesse;
- compiti di ispezione e controllo affidati all'autorità di vigilanza (Covip).

Il Consiglio di Amministrazione del fondo gode in questo senso di ampia autonomia gestionale: a esso è delegata la scelta della banca depositaria e della società di gestione, la disciplina del conflitto di interesse e dell'eventuale adozione di codici etici.
La legislazione vigente non vieta in modo esplicito di indirizzare i capitali del fondo pensione nelle aziende di proprietà dei datori di lavoro che appartengono al CdA del fondo stesso; non vieta in secondo luogo l'accumulo di cariche in contrasto con la gestione del fondo, come la partecipazione a CdA di società speculative, se non concorrenti del fondo stesso.
Gli obblighi di trasparenza e informazione si riferiscono ai criteri di scelta adottati per gli investimenti, nomine dei consiglieri, banca depositaria e società di gestione, ma non al merito delle scelte effettivamente compiute.
Il fondo pensione dovrebbe intraprendere investimenti a basso rischio, che garantiscono un interesse e, soprattutto, il capitale investito. Diversamente, il fondo rischia l'insolvenza, di non poter erogare la pensione, e restituire ai sottoscrittori quanto versato (l'equivalente dei "contributi" di una pensione integrativa).
La normativa italiana norma gli investimenti consentiti ai fondi pensione: decreto Ministero dell’economia e delle finanze del 2 settembre 2014, n. 166 (il “Decreto 166”), attuativo dell’articolo 6, comma 5-bis del decreto legislativo 5 dicembre 2005, n. 252, recante norme sui criteri e limiti di investimento delle risorse dei fondi pensione e sulle regole in materia di conflitti di interesse.

## Nel mondo

### Italia
In Italia i fondi pensione non hanno ancora avuto un grande sviluppo, probabilmente perché finora la copertura del sistema previdenziale pubblico è stata più che buona, e perché i fondi privati non sono a capitale garantito, in particolare in caso di fallimento del fondo stesso, o delle imprese private in cui ha investito il capitale raccolto. Casi simili furono il fallimento di Enron nel 2001 e di quello del fondo pensione dei dipendenti General Motors a Detroit, alla fine del 2008.
In caso di fallimento del datore di lavoro, il TFR è l'unica voce della retribuzione garantita: presso l'INPS esiste un fondo di solidarietà nazionale fra le imprese che interviene a pagare il TFR, in linea di capitale e interessi maturati, ai dipendenti di aziende che non possono onorare gli impegni contratti.
I metalmeccanici rappresentano la categoria di lavoratori più numerosa, e il loro fondo pensione, il fondo Cometa, ha la maggiore raccolta di capitali, pari a 12,17 miliardi di euro nel 2020. Nel consiglio di amministrazione del fondo siedono le rappresentanze sindacali e delle aziende, eletti a livello nazionale.

#### L'utilizzo del TFR
Dopo la riforma del 2005, tutti i lavoratori, sia delle imprese con meno di 15 dipendenti sia di quelle in numero superiore, possono decidere se destinare il 100% del TFR in azienda e farlo gestire all'INPS, oppure a un fondo pensione privato.
Se il lavoratore sceglie di destinare il TFR in azienda, questa lo verserà all'INPS. Il lavoratore si rivolge all'azienda per l'incasso, la rivalutazione e l'anticipazione del TFR, mentre l'azienda si rivarrà delle medesime somme presso l'INPS. Il lavoratore si rivolge direttamente all'INPS nel solo caso di insolvenza o fallimento del proprio datore di lavoro.
La regola del silenzio-assenso impone che i lavoratori che non restituiscono apposito modulo firmato alle Risorse Umane entro 6 mesi dall'assunzione, subiscano la destinazione del TFR ai fondi pensione. Se è presente, la destinazione avviene al fondo di categoria; diversamente a un fondo aperto scelto dall'azienda.
Il modulo per la scelta della destinazione del TFR è lo stesso, indipendentemente dalla dimensione dell'azienda. Per chi opta per una destinazione in azienda si continua ad applicare la disciplina del codice Civile, art. 2120, prevista per il TFR.
Chi opta per l'azienda, può successivamente destinare il TFR a fondi privati; viceversa, la scelta del fondo pensione non è reversibile, cioè non permette successivamente di riportare il TFR in azienda. Scelto un fondo pensione, è possibile cambiare la destinazione a diverso fondo aperto o al fondo di categoria.
Anche se già da diversi anni un lavoratore dipendente del settore privato ha mantenuto il suo TFR in azienda, può in ogni momento decidere di destinare alla previdenza complementare le quote di TFR che maturano successivamente alla scelta. Le quote di TFR pregresso alla scelta e contabilizzate presso il datore di lavoro possono essere trasferite a previdenza complementare anche sulla base di un accordo tra il lavoratore e il datore di lavoro, quindi non è condizione necessaria che tale possibilità sia espressamente prevista dallo statuto o dal regolamento del fondo pensione. Le quote di TFR pregresso che possono essere destinate al fondo pensione secondo tali modalità ed in esenzione fiscale sono esclusivamente quelle maturate entro il 31 dicembre 2006 e non riguardano quindi il periodo di destinazione di tale accantonamento al Fondo di Tesoreria INPS, che avviene invece dal 1º gennaio 2007 in poi (cfr. circolare Agenzia Entrate 70/E dicembre 2007, risposta Covip maggio 2009 e comma 7-bis art. 23 d.lgs. n. 252/05).
Il citato d.lgs. n. 252 del 2005 all'art. 10 prevede misure compensative per le imprese, come la detassazione del TFR versato ai fondi pensione contributi aggiuntivi da parte dello Stato. Misure di detassazione esistono già per il TFR versato all'INPS, mentre lo Stato non versa a questo alcuna quota. Se è destinato al fondo pensione, il datore di lavoro versa il 4% della retribuzione lorda annua, il lavoratore il 2%. Se destinato all'INPS, ossia in azienda, il lavoratore versa il 9% e il datore il 20%. Il decreto legislativo del 2005 prevede per il datore di lavoro di detrarre fino al 4% di quanto versato al fondo pensione; il TFR versato all'INPS o in azienda è un costo, che si detrae interamente dal reddito imponibile.
In cambio del contributo al fondo pensione, misure compensative del d.lgs. 252/2005 esonerano il datore dall'obbligo di versare somme al fondo di garanzia, gestito da INPS, per cui la rendita del fondo pensione non è a capitale e interesse garantito, salvo diversa tutela prevista nello Statuto del fondo pensione.
La normativa (comma 5) prevede di verificare la compatibilità di queste azioni con la giurisprudenza comunitaria.
Esse potrebbero rappresentare una fattispecie di "aiuto di Stato" a fondi privati italiani. Un provvedimento simile ha impatti diversi per i fondi aperti, che configurano un trasferimento da Stato a imprese private, e per i fondi di categoria, privi di fini di lucro, così come l'INPS.
Il trasferimento di quote o la detassazione nei confronti di un ente pubblico può essere valutata come una distorsione della libera concorrenza e del libero mercato, essendo il fondo gestito dall'INPS in alternativa alle forme di previdenza complementare. Tuttavia, l'Ente previdenziale sostiene maggiori oneri di pubblica utilità, derivanti dalla rivalutazione obbligatoria e dagli accantonamenti al Fondo di Garanzia del capitale, obblighi assenti per i fondi pensione e che richiedono una maggiore copertura.
Rispetto al TFR non sussistono obblighi di garanzia del capitale e dell'interesse in capo ai fondi pensione analoghi a quelli previsti per la destinazione in azienda. Similmente alla destinazione in azienda, la norma (art. 8) prevede l'anticipazione di quanto versato ai fondi pensione fino al 75% dopo otto anni dalla prima sottoscrizione per l'acquisto o la ristrutturazione della prima casa per sé o per i propri figli o anche se prima degli otto anni per spese sanitarie gravi e straordinarie. Gli otto anni hanno decorrenza dalla prima adesione a un fondo pensione quindi anche in caso di trasferimento ad altro fondo l'anzianità non si perde.
Dei 43 fondi negoziali esistenti in Italia, 38 sono rivolti ai lavoratori dipendenti e 5 ai lavoratori autonomi. Dei 38 rivolti ai lavoratori dipendenti 10 sono fondi aziendali e di gruppo, mentre 28 sono fondi di categoria.
La gestione dei singoli fondi è demandata a un consiglio di amministrazione paritetico al 50% designato dagli imprenditori e al 50% dai lavoratori “associati” (CGIL-CISL-UIL di categoria). La percentuale designata dai lavoratori viene nella maggioranza dei casi eletta con liste prestabilite dai sindacati, e quindi nel CdA entrano i rappresentanti dei sindacati di categoria.

#### Fallimenti
Nel biennio 2006-2007 sono avvenuti i primi fallimenti di fondi pensione integrativi in Italia: Cassa IBI e Carlo Felice di Genova. Il fondo Comit è stato posto il liquidazione volontaria per la riorganizzazione dei fondi del gruppo Intesa.
Ai fondi pensione si applica la disciplina dell'amministrazione controllata e della liquidazione coatta amministrativa, con esclusione del fallimento. Non sono previste garanzie o risarcimenti.
Secondo il diritto fallimentare, i dipendenti sono creditori privilegiati del datore di lavoro, per le retribuzioni arretrate e per la liquidazione. Nei confronti di un fondo pensione, interno all'azienda, o di categoria, non vantano particolari diritti che li inseriscono ai primi posti nella lista di creditori da risarcire.

### Regno Unito
L'hedge fund è uno strumento molto differente da un fondo pensione, generalmente definito fondo speculativo. In Inghilterra, il 30% del patrimonio dei fondi pensione è investito in hedge fund, che operano spesso in mercati non regolamentati, e sono tra i meno soggetti a vincoli di natura legale. Questi fondi utilizzano le inefficienze dei mercati per fare arbitraggio e ottimizzare il profilo rischio-rendimento.

### Spagna
Una norma del 2023 ha sostituito i fondi pensione lavorativi, gestiti al 50% da rappresentanti dei lavoratori e delle aziende, con i Fondi pensione privati promossi pubblicamente (FPEPP).
Il Ministero del Lavoro e della Previdenza Sociale seleziona i gestori dei fondi e la maggioranza dei membri del relativo organismo di vigilanza. La legge applica una commissione compresa tra lo 0.1% e lo 0.25% ogni anno.
Ogni gestore offre tre fondi con profilo di rischio/rendimento alto, medio o basso.

## Paradosso dei fondi pensione
I fondi pensione rappresentano nel panorama finanziario globale una grossa fetta. Il paradosso di questo capitale del lavoro è che viene investito discrezionalmente in formati finanziari che frequentemente sostengono attività potenzialmente in contrasto con tutele  delle classi lavoratrici.